# Pseudorhynchus lessonii
Pseudorhynchus lessonii är en insektsart som beskrevs av Jean Guillaume Audinet Serville 1838. Pseudorhynchus lessonii ingår i släktet Pseudorhynchus och familjen vårtbitare. Inga underarter finns listade i Catalogue of Life.